# Lestes praemorsus
Lestes praemorsus е вид водно конче от семейство Lestidae. Видът не е застрашен от изчезване.

## Разпространение
Разпространен е в Бруней, Виетнам, Индия (Андамански острови, Аруначал Прадеш, Асам, Джаму и Кашмир, Западна Бенгалия, Мадхя Прадеш, Сиким, Утар Прадеш, Утаракханд и Химачал Прадеш), Индонезия (Калимантан, Малки Зондски острови, Малуку, Папуа, Сулавеси, Суматра и Ява), Китай (Гуандун, Гуанси, Фудзиен и Хайнан), Малайзия (Западна Малайзия, Сабах и Саравак), Мианмар, Непал, Папуа Нова Гвинея, Провинции в КНР, Сингапур, Тайван, Тайланд, Филипини и Хонконг.